# Vysokij (2161 m)
Vysokij (rusky Высокий) je v současnosti neaktivní stratovulkán, nacházející se ve východní vulkanické zóně poloostrova Kamčatka, asi 30 km severovýchodně od Kronockého vulkánu, jako poslední člen řetězu stratovulkánů probíhajícího od komplexu Gamčen. Masiv 2161 m vysoké sopky leží na východním svahu staršího, pleistocenního štítového vulkánu Bogdanovič. Sopka byla aktivní převážně v holocénu – poslední aktivita se odehrála přibližně 50 let před začátkem našeho letopočtu.